# The Thing That Ate Floyd
The Thing That Ate Floyd è una compilation prodotta nel 1988 dalla Lookout! Records: stampata su vinile doppio, contiene 34 tracce di altrettante band, tutte provenienti dalla California ed appartenenti al circuito punk che nacque e ruotò per anni attorno al 924 Gilman Street. Il fatto che il disco fosse stato stampato dalla Lookout! non è affatto casuale: la Lookout!, infatti, è la casa discografica che per anni ha prodotto gli album degli Operation Ivy, i primi dei Green Day ed in generale produce o produceva gli album di tutte le altre band che gravitavano attorno al Gilman; nonché, Larry Livermore, fondatore dell'etichetta Lookout!, fu anche il fondatore della band the Lookouts, anch'essa di casa al Gilman.
Esistono varie edizioni della versione in vinile, alcune delle quali sono:
- copertina blu, vinile nero, etichette blu;
- copertina arancione, vinile arancione, etichette arancioni;
- copertina rosa, vinile nero, etichette blu;
- copertina arancione, vinile verde, etichette arancioni;

La compilation, che fu in un secondo momento ristampata su cd, contiene un libretto ricco di informazioni riguardanti ogni band ospitata nell'album, ma anche scritti di Livermore stesso e pubblicità e contatti di altre etichette minori e distribuzioni discografiche.

## Tracce

### Disco 1

#### Lato A
1. Skin Flutes - Straight Edge Song
2. East Bay Mud - Win Or Lose
3. Corrupted Morals - Big Man
4. Neighborhood Watch - Gloria
5. Tommy Rot - Not One Of Mine
6. Cringer - Cottleston Pie
7. Boo! Hiss! Pfftlb! - Bananas Smell Funny Sonata In G
8. Eyeball - The Incredibly Blue Moustache Of Mr. Tinselteeth
9. Isocracy - Happy Now

#### Lato B
1. Kamala & The Carnivores - 29°
2. Bitch Fight - On And On
3. Plaid Retina - Tied/Tired
4. Neurosis - Common Inconsistencies
5. Complete Disorder - We Must Do Something Now
6. Well Hung Monks - Product Of Misdirection
7. Swollen Boss Toad - Broken Strings
8. Vomit Launch - Life Sucks

### Disco 2

#### Lato A
1. Relief Society - Abandoned Beer Messiah
2. Mr. T Experience - Boredom Zone
3. Sewer Trout - Vagina Envy
4. Vagrants - No Way Back
5. Sweet Baby - Andorra
6. Stikky - Don't Lick My Leg
7. No Use for a Name - What!?!
8. Surrogate Brains - Extreme Racial Pride
9. Lookouts - Outside

#### Lato B
1. Capitol Punishment - Jackknifed Rig
2. Crimpshrine - Summertime
3. Spent - In My Past
4. Raskul - Change
5. Tribe Of Resistance - Contraversy
6. Nuisance - Day Of Sun
7. Operation Ivy - Hangin' Out
8. Steelpole Bathtub - Bee Sting